# Rosario Parmegiani
Rosario Parmegiani   (Nàpols, 12 de març de 1937 - Gènova, 13 de juny de 2019) va ser un waterpolista italià que va competir durant les dècades de 1950 i 1960.
El 1960 va prendre part en els Jocs Olímpics d'Estiu de Roma, on guanyà la medalla d'or en la competició de waterpolo. Quatre anys més tard, als jocs de Tòquio, fou quart en la mateixa competició.
En el seu palmarès també destaquen dues medalles als Jocs del Mediterrani, de plata el 1959 i d'or el 1963. Una vegada retirat exercí d'entrenador en diversos equips italians.